# 게피로사우루스
게피로사우루스(학명: Gephyrosaurus bridensis)는 도마뱀목 레피도사우루스과에 속하는 도마뱀이다. 지금은 멸종된 종으로서 전체적인 몸길이가 4~6m인 거대한 도마뱀에 속한다.

## 특징
게피로사우루스(Gephyrosaurus)는 수전 E. 에반스가 1980년에 처음 설명하고 이름을 붙인 초기 라임코세파리아류의 속이다. 그들은 팔라틴 뼈의 옆구리를 따라 큰 치줄(구개골의 일부이다.)과 의치골의 후공정(아래턱의 일부)을 포함한 많은 골격의 특징들을 공유했던 현존하는 스페노돈(뉴질랜드의 투아타라)과 먼 관계가 있다. G. 브리지엔시스라는 종류는 영국 웨일스의 얼리 쥐라기 시대에 살았다. 화이트사이드와 더핀(2017년)은 서머셋의 카본시퍼 석회암에서 라테 트라이아스기(Rhaetian) 피스처 충진에서 발견된 부분 맥실라에서 알려진 두 번째 종인 G. 에반사에 대해 설명했다. 이들은 현대 그룹의 정의에서 유일하게 스페노돈티아 밖에 놓여 있는 운두증 환자들로 일부 계통학적 분석에서 스쿼마이트와 더 밀접한 관계가 있는 것으로 밝혀졌다. 게피로사우루스 브리덴시스의 골격 원소를 관찰한 결과 이것이 도마뱀과 매우 흡사한 생물이었음이 명백하다. 그것은 먹이를 쫓거나 더 큰 포식자로부터 탈출하기 위해 빠르게 달릴 수 있는 비교적 길고 가느다란 다리를 가지고 있었다. 많은 작은 도마뱀들이 나무를 오를 수 있지만 이 생물체는 등반을 가능하게 하는 강한 다리와 발톱을 가지고 있었지만 완전히 수목형물이 아니었을 가능성이 있다. 게피로사우루스가 두 발로 뛰었을 가능성은 낮다. 게피로사우루스 브리덴시스(Gephyrosaurus bridensis)로부터 구별되는 두 개의 척추뼈가 설명되었으며 이러한 척추골들은 현대의 라이코체파리아 스페노돈과 매우 유사하여 두 제네라가 연관되어 있다는 강력한 증거를 제공한다. 게피로사우루스 브리덴시스는 동물의 일생 동안 천천히 대체되었다고 여겨지는 플뢰로돈 틀니를 가지고 있었다. 1985년의 논문에서 에반스는 이것이 레피도룡의 치아를 대신하는 조상의 상태가 될 수 있다고 제안했다. 게피로사우루스는 육지 파충류로 먹이가 도착하기를 기다리면서 환자 먹이주기 전략을 사용한 곤충류로 추정된다. 검체들 사이에서 턱뼈 골절의 높은 발생률은 이 동물이 잠재적으로 영역적인 존재라는 것을 발견했고 그들의 서식지로 건너간 사람들을 공격할 것이라는 것을 보여준다.

## 생존시기와 서식지와 화석의 발견
게피로사우루스가 생존했던 시기는 중생대의 트라이아스기 후기로서 지금으로부터 2억년전~1억 8000만년전에 생존했던 종이다. 생존했던 시기에는 유럽을 중심으로 하는 초원이나 삼림에서 주로 서식했었던 도마뱀이다. 화석의 발견은 1980년에 유럽의 트라이아스기에 형성된 지층에서 유럽의 고생물학자인 에반스에 의하여 처음으로 화석이 발견되어 새롭게 명명된 종이다.